# HIP 13044 b
HIP 13044 b est une planète extrasolaire (exoplanète) dont la découverte, annoncée en 2010, a été rétractée en 2014.

## Annonce de la découverte
La découverte d'une planète, HIP 13044 b, une géante gazeuse avec une orbite de 16,2 jours, est annoncée le 18 novembre 2010 par Johny Setiawan et al.. Les scientifiques ont utilisé la méthode des vitesses radiales et ont rapporté qu'il s’agissait de la première observation d'une exoplanète d'origine extragalactique. Son étoile-mère faisait partie d'une autre galaxie au moment de sa formation supposée et cette galaxie fut par la suite, il y a 6 à 9 milliards d'années, absorbée par la nôtre et ses restes forment désormais le courant de Helmi.
Si cette découverte avait été correcte, elle aurait eu des implications pour les processus de formation planétaire dans les systèmes à faible métallicité, ainsi que pour la survie des planètes dont l'étoile-mère est une géante ayant subi une expansion.

## Contestation et rétractation
Une analyse subséquente des données a révélé des problèmes dans la détection : par exemple, une correction erronée du barycentre avait été appliquée. La même erreur avait d'ailleurs mené à des découvertes de planètes autour de HIP 11952, également rétractées. Après avoir appliqué les corrections, il n'y avait plus de signes de la planète orbitant l'étoile.

## Caractéristiques de la planète supposée
HIP 13044 b aurait orbité autour de l’étoile HIP 13044, une géante rouge située à environ 2 200 années-lumière du système solaire dans la constellation du Fourneau. C’est une géante gazeuse d’au moins 1,25 fois la masse de Jupiter. Elle est très proche de son étoile hôte (une distance inférieure au diamètre de l'étoile). Sa période orbitale (son "année") serait de 16,2 jours.